# Linconia (colonia)

Ubicación de la provincia de Chiriquí dentro de la República de la Nueva Granada. La colonia de Linconia iba a estar ubicada en dicha provincia.

Linconia fue el nombre de una colonia propuesta en América Central, presentada por el senador estadounidense Samuel Pomeroy de Kansas en 1862, luego de que el presidente Abraham Lincoln pidiera al senador y al Secretario del Interior de los Estados Unidos Caleb Smith un plan para repoblar con afroamericanos desde Estados Unidos.

## Trasfondo
Desde sus comienzos en la política, Lincoln apoyó a la American Colonization Society, un grupo del siglo XIX que buscaba el retorno de los antiguos esclavos afroamericanos a África. Ellos ayudaron en la fundación de la colonia de Liberia en 1821. Lincoln buscó el retorno de los ex-esclavos como una forma de asegurar trabajos a "empleados blancos".

## Plan
Hacia 1862, Lincoln decidió que la provincia de Chiriquí (entonces parte de la Confederación Granadina, y hoy de Panamá) fuese el lugar ideal para iniciar una colonia afroamericana, similar a la antigua colonia de Liberia en África fundada en 1821. En agosto de ese año invitó a un grupo de prominentes afroamericanos a la Casa Blanca a discutir el plan, pero la delegación recibió con negatividad el plan.
Posteriormente a finales de agosto se publicó en la editorial del The National Republican una nota llamada "La colonia de Linconia" indicando que se habían completado los arreglos necesarios para establecer una colonia a gran escala, encabezado por el senador Pomeroy. Pomeroy propuso que cien familias afroamericanas viajarían con él como "pioneros" el 1º de octubre. En septiembre, Pomeroy había recibido el permiso del gobierno de la Confederación Granadina y del terrateniente Ambrose W. Thompson del Chiriqui Improvement Company.
Sin embargo, las naciones centroamericanas de Costa Rica, Nicaragua y Honduras se sentían amenazadas por la nueva colonia y protestaron ante Washington. El Secretario de Estado de los Estados Unidos William H. Seward informó a las naciones que el plan no avanzaría sin el consentimiento de ellos, pero Lincoln mantuvo en seguir el plan. A finales de septiembre, y luego de los consejos de Seward sobre la creciente presión de los países centroamericanos, Lincoln decidió abandonar la idea, provocando la ira de Pomeroy y de unos 500 "pioneros".